# Middelburger See
Der Middelburger See ist ein See in der Gemeinde Süsel – östlich des Ortsteiles Middelburg – im Kreis Ostholstein in Schleswig-Holstein.
Er liegt in der Holsteinischen Schweiz umgeben von einer hügeligen Moränenlandschaft.
Er besteht aus einem großen See und einem kleinen nördlich gelegenen See.
In den Middelburger See fließt das Wasser des südwestlich gelegenen Peper Sees und des östlich gelegenen Sees Kohlborn zu.
Das vom Middelburger See gesammelte Wasser fließt in nordwestlicher Richtung über den Achtersee in den von dem Fluss Schwartau durchflossenen Barkauer See ab.
Der See hat eine unregelmäßige Form und eine Größe von etwa 26 ha und ist mit einer maximalen Tiefe von 4,3 Metern flach. Das Gewässer wird befischt.
Das Gebiet um den Middelburger See ist als Naturschutzgebiet „Middelburger Seen“ ausgewiesen.

## Sonstiges
Südöstlich des Mittelburger Sees befinden sich z. T. nur durch schmale Dämme getrennt zwei weitere Wasserflächen, bei denen es sich um geflutete Kiesgruben handelt – diese werden für eine Wasserski-Anlage, als Badesee und als Angelsee genutzt.

## Quelle
- Middelburger See .